# TOY (04 Limited Sazabysのシングル)
「TOY」（トイ）は日本のロックバンド、04 Limited Sazabysのメジャー1枚目のシングル。2015年10月28日発売。発売元は日本コロムビア。

## 概要
メジャー移行初のシングル。前作「YON」からは1年ぶりのリリース。初回生産限定盤のDVDにはCAVU tourのライブ映像と沖縄でのオフショットムービーが収録されている。

## 収録曲

### CD
1. Letter [3:44]
本作のリードトラック。PVが制作されている。
2. in out [2:59]
3. escape [2:41]
PVが制作されている。
4. soup [3:15]

### DVD(初回限定盤)
・"Live Movie" 2015.7.10 CAVU tour 2015 -final series- at Ebisu LIQUIDROOM
1. Terminal
2. days
3. fiction
4. teleport
5. me?
6. milk
7. Buster call

・"Offshot Movie" in OKINAWA